# Bolid nad Pułtuskiem
Bolid nad Pułtuskiem – superbolid, który rozpadł się na północ od Pułtuska 30 stycznia 1868 roku około godziny 19. Fragment planetoidy (podejrzewa się, że Hebe) rozpadł się, pozostawiając tysiące meteorytów kamiennych rozsianych na elipsie.  

## Meteoryty
Fragmenty, które pospadały w okolicach Pułtuska, to chondryty zwyczajne H5 (oliwinowo-bronzytowe). Litera H oznacza, że meteoryt ten zawiera dużo żelaza (od angielskiego słowa high).

## Zdarzenie

### Zdarzenie
Temperatura wynosiła około - 6°F (- 21°C), a ciśnienie barometryczne wynosiło 753.52 mm. Niebo na południu było bezchmurne, jedynie kilka chmur przemieszczało się z zachodu na wschód. Około godziny 19 wieczorem na południowym zachodzie pojawił się meteor o jasności około 1 magnitudo, który w bardzo krótkim czasie stał się tak jasny, że trudny do zniesienia przez oczy. Rozmiar głowy wynosił w szczytowym momencie od 15° do 20° i według świadków jaśniejszy był od Księżyca w kwadrze (-10< magnitudo). Przelot trwał około 4-5 sekund. Meteor chwilę po pojawieniu się miał zielononiebieski kolor, a zgasł na północnym wschodzie ciemnokrwistą czerwienią. W miejscu przelotu pojawiła się biała, zygzakowata chmura, która została rozproszona przez zachodni wiatr.  Zjawisko było widoczne na bardzo dużej przestrzeni, m.in. z Gdańska, Poznania, Krakowa, Pragi, Grodna, Wiednia oraz Kowna. Według naocznych świadków, meteor pozostawił za sobą bladą smugę, a z samego ogona miały pryskać „iskry”. 

#### Wypadki
Bolid tak przeraził ludzi, że niektóre z kobiet stojących na ulicy poupadały na ziemię, a w domach dochodziło do podobnych wypadków. Wg Kurjera Warszawskiego nr 38 z 17 lutego, kilka osób uderzyło głową w słup, jedna staruszka skręciła prawą nogę, a troję dzieci zraniło nogi.

#### Meteoryty
Mieszkańcy położonych bardziej na północ wsi (Rowy, Rozdziały, Nowy Sielc, Gostkowo) słyszeli różne gwizdy i odgłosy spadających na dachy, płoty i drzewa meteorytów. Właściciel Nowego Sielca powiadomiony o spadku kilku meteorytów, rozpoczął poszukiwania, których owocem było znalezienie 4 kilogramowego meteorytu. Meteoryt ten po około 10 minutach leżenia w śniegu był całkowicie zimny. 